# Fred Harman
Leslie Fred Harman (Saint Joseph, 9 febbraio 1902 – Phoenix, 2 gennaio 1982) è stato un fumettista e animatore statunitense. È conosciuto per aver disegnato per 25 anni la popolare striscia a fumetti Red Ryder, per Stephen Slesinger, raggiungendo 40 milioni di lettori attraverso 750 giornali. 
Harman usò talvolta lo pseudonimo di Ted Horn.

## Biografia
Harman aveva due mesi quando i suoi genitori si trasferirono da Saint Joseph (Missouri) a Pagosa Springs (dove suò padre era già vissuto nel 1891). Lì acquistò familiarità con i cavalli e lo stile di vita in un ranch. Harman abbandonò la scuola dopo sette anni e non ebbe mai alcuna formazione artistica.
Mentre lavorava come assistente alla stampa per The Kansas City Star, Harman entrò in contatto con lo staff artistico. All'età di vent'anni venne assunto come animatore in una società pubblicitaria locale, la Kansas City Film Ad Co., dove incontrò Walt Disney. In seguitò lavorò, insieme a suo fratello Hugh Harman, nella società fondata da Disney, il Laugh-O-Gram Studio, che però fallì dopo un anno di attività.
Mentre Disney si trasferì in California, Harman ritornò in Colorado e poi a Saint Joseph, casa del Pony Express, dove creò disegni promozionali, illustrazioni librarie e design di costumi cinematografici per commemorare il Pony Express, in aggiunta al suo lavoro come illustratore di cataloghi. Dopo aver sposato la musicista Lola Andrews, la coppia ebbe un figlio nel 1927. Si trasferirono quindi a Saint Paul, dove Harman fu socio di una agenzia pubblicitaria per diversi anni prima che fallisse. Fu impiegato in Iowa per un breve periodo prima di tornare con la moglie e il figlio a Pagosa Springs, dove costruirono una capanna di legno. Nel 1933 Harman si trasferì a Los Angeles dove curò, illustrò e pubblicò una rivista western che si interruppe dopo tre numeri. Sebbene la Stendahl Art Gallery avesse messo in mostra dei suoi dipinti, nessuno venne venduto.
Harman auto-sindacò la sua striscia Bronc Peeler dal 1934 al 1938, trovando pochi acquirenti dopo aver visitato vari uffici di quotidiani della West Coast. Quando si trasferì a New York nel 1938, incontrò l'imprenditore di merchandising Stephen Slesinger e finalmente trovò il successo. Lavorò con Slesinger per sviluppare Bronc Peeler in Red Ryder, che Slesinger vendette alla Newspaper Enterprise Association. Venne lanciata come una tavola domenicale nel novembre 1938. diventando una striscia giornaliera quattro mesi più tardi. Promuovendo Red Ryder come "il più famoso cowboy combattente dell'America", Slesinger iniziò una intensa campagna di merchandising e licensing con una sfilata di fumetti, Big Little Books, romanzi, capitoli seriali, programmi radiofonici e prodotti commerciali e di abbigliamento.
Nel marzo 1953 Harman intraprese un tour di sei settimane nel vecchio continente, facendo conferenze in Inghilterra, Francia, Germania, Italia, Turchia e Africa. Tra gli altri onori, Harman fu uno dei soli 75 uomini bianchi nella storia a venire adottato nella Riserva Navajo. Nel 1958 ricevette il Sertoma Award come miglior cittadino del Colorado.
Harman visse ad Albuquerque, mantenendo anche il suo ranch a Pagosa Springs. Dopo aver lasciato la striscia nel 1964, ritornò a dipingere nel suo studio di Albuquerque. La striscia venne proseguita dal suo ex assistente, Bob MacLeod, insieme a Jim Gary, John Wade Hampton ed Edmond Good.
Harman fu uno dei membri originali del 1965 della Cowboy Artists of America, insieme a Joe Beeler, Charlie Dye, John Hampton e George Phippen; i dipinti di Harman vennero inclusi nella prima mostra annuale della società il 9 settembre 1966, al National Cowboy Hall of Fame di Oklahoma City.
Fred Harman morì a Phoenix (Arizona) il 2 gennaio 1982, 38 giorni prima del suo ottantesimo compleanno. Oggi a Pagosa Springs, casa del Fred Harman Art Museum, viene organizzato nel weekend del 4 luglio il Red Ryder Round-up, un evento annuale.